# Swimming in a Human Ocean
Swimming In a Human Ocean é o sexto e último álbum de estúdio da banda Servant, lançado em 1985.

## Faixas
1. I Will
2. Timeless Love
3. Million
4. Love Never Fails
5. Look Through His Eyes
6. Harder To Finish
7. Human Heart
8. Power
9. The Dance